# 부부 탐정

부부 탐정(Hart to Hart)은 미국의 방송사 ABC에서 방영된 로버트 와그너, 스테퍼니 파워스 주연의 TV 드라마이다.
- 1979년에서 1984년에 총 5 시즌에 걸쳐 방송됐다.
- 대한민국에서는 1982년 1월 KBS에서 첫 방영되어 11월까지 방영된 뒤 1990년부터 1991년까지 KBS에서 1982년 더빙판이 그대로 재방영되었다.

## 등장인물
- 로버트 와그너 - 조나단 하트
- 스테퍼니 파워스 - 제니퍼 하트
- 리오넬 스탠더 - 집사 맥스

## 한국판 성우진 (KBS)
- 김종성 - 조나단(로버트 와그너)
- 이선영 - 제니퍼(스테퍼니 파워스)
- 임종국 - 맥스(리오넬 스탠더)